# Шебалов
Шебалов — посёлок в Аркадакском районе, Саратовской области, России. Входит в Росташовское муниципальное образование.

## Население
| 2002 | 2010 |
| ---- | ---- |
| 349  | ↘229 |

## История
До 1917 года все эти земли принадлежали помещице Раевской. Это был хутор с небольшим количеством населения. В 1928 году, в Аркадаке произошёл большой пожар, и на хутор прибыли первые переселенцы. Хутор, а потом посёлок Шебалов назван в честь первого управляющего у барыни Раевской Н. И. Шебалова.  В советский период организовался колхоз, в который  пришли люди из соседних деревень: Унковки, Ладыжинки, Дубовой, Осиновки. Был построен клуб, магазин, пекарня, баня, мельница, склады, школа.  В 1958 году построили мастерские по ремонту сельхозтехники, дизельную электростанцию, пилораму, мех ток, цех по переработке молока. В 1960 г. посёлок присоединён к совхозу «Аркадакский». Центральной усадьбой стала с. Грачёвка, п. Шебалов стал отд. №2. Строились квартиры, начали асфальтировать дорогу, построили новую школу, садик, магазины, столовую, медицинский  пункт. В самом посёлке находится три пруда.

## Уличная сеть
В посёлке четыре улицы: ул. Запрудная, ул. Новая, ул. Садовая, ул. Школьная.